# Wacław Struszyński

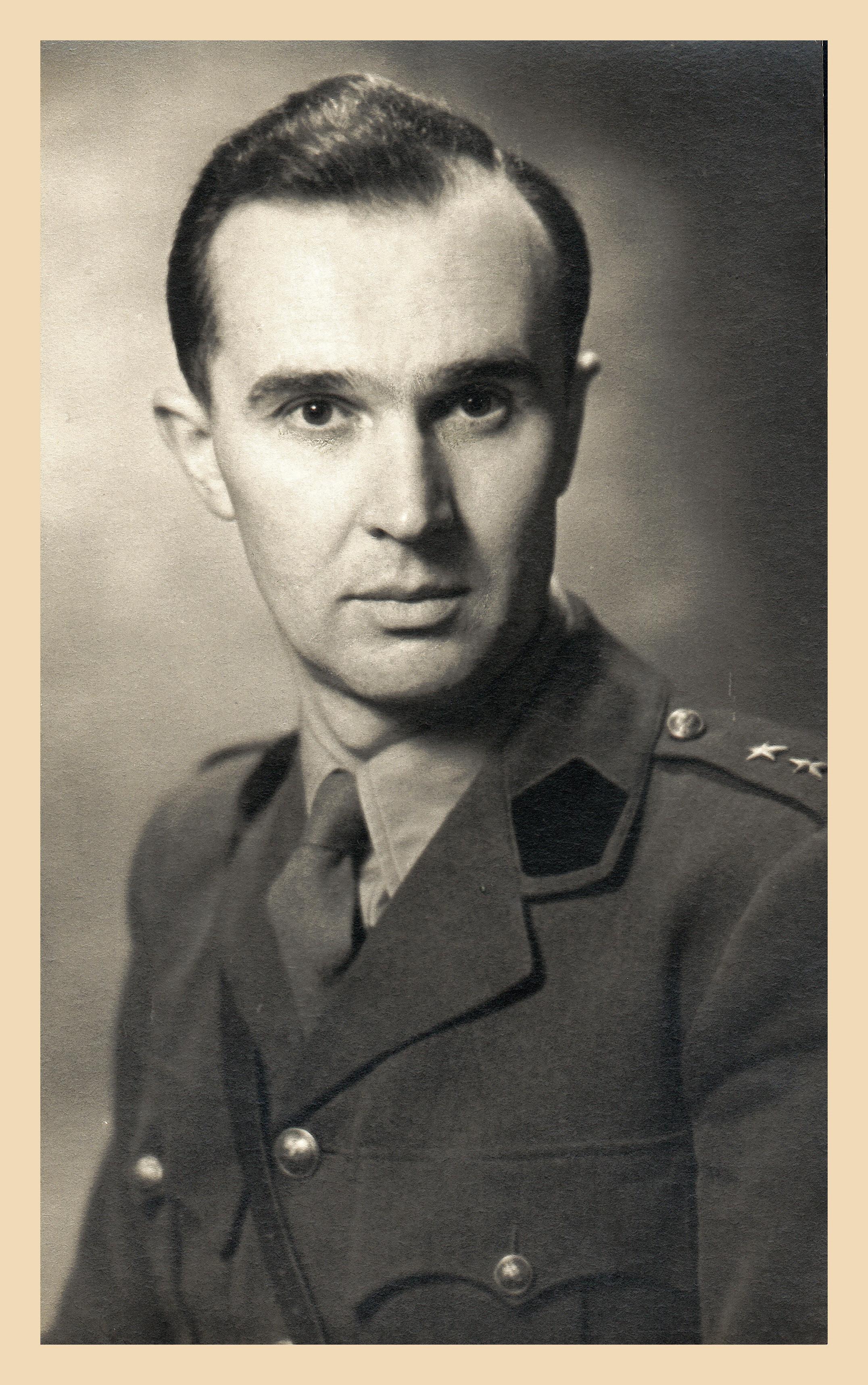
Wacław Struszyński

Wacław Struszyński (ur. 11 sierpnia 1904 w Wieruszowie, zm. 9 kwietnia 1980 w Calgary) – polski elektronik.

## Życiorys
Syn chemika Marcelego Struszyńskiego i Walerii z Pohoskich (1880–1927). Dzieciństwo spędził w Moskwie, gdzie pracował jego ojciec. Po 1918 roku rodzina wróciła do Polski. W 1922 ukończył w Warszawie Gimnazjum Władysława Giżyckiego. Studiował u prof. Groszkowskiego w sekcji prądów słabych. Dyplom inż. elektryka uzyskał na Wydziale Elektrycznym Politechniki Warszawskiej (1929). Stypendium podyplomowe odbył w firmie Marconi w Londynie. Po powrocie podjął pracę w Państwowych Zakładach Teletechnicznych w Warszawie, gdzie był starszym konstruktorem. Skonstruował lotniczy radionamiernik W2L/N.
We wrześniu 1939 został ewakuowany razem z personelem PZT przez Węgry do Francji, a następnie do Szkocji. Od sierpnia 1940 pracował w brytyjskim wojskowym ośrodku naukowym Admiralty Signal Establishment, gdzie zespół pod jego kierownictwem opracował antenę i urządzenie HF/DF (Huff-Duff) do namierzania fal krótkich, które umożliwiało wykrywanie i precyzyjną lokalizację U-Bootów. W swoich pracach nad Huff-Duff dokonał przełomu przez opracowanie metody separowania sygnału z namiaru od jego odwrotnego echa.
W latach 1955–1970 pracował jako specjalista od spraw radiokomunikacji w Marconi Research Laboratories w Great Baddow w hrabstwie Essex w Wielkiej Brytanii.
Od 1929 był żonaty z Jadwigą z Dąbrowskich (zm. 1962), lekarzem dentystą, z którą miał córkę Ewę Struszyńską-Smithwick, historyka sztuki i konserwatora malarstwa.

## Ordery i odznaczenia
- Srebrny Krzyż Zasługi (11 listopada 1934)[4]